# Kanton Perpignan-3
Perpignan-3 is een kanton van het Franse departement Pyrénées-Orientales. Het kanton maakt deel uit van het arrondissement Perpignan.

## Gemeenten
Het kanton omvat de volgende gemeenten:
- Perpignan (deels, hoofdplaats) (ander deel na de herindeling van de kantons in 2014-2015)
- Cabestany